# كلاوديو باراغان
كلاوديو باراغان (بالإسبانية: Claudio Barragán Escobar)‏ هو مدرب كرة قدم ولاعب كرة قدم إسباني في مركز الهجوم، ولد في 10 أبريل 1964 في Manises ‏ في إسبانيا. شارك مع منتخب إسبانيا لكرة القدم. أما مع النوادي، فقد لعب مع ديبورتيفو لاكورونيا وريال مايوركا ونادي إلتشي ونادي سالامانكا ونادي سبتة ونادي ليفانتي.

## وصلات خارجية
- كلاوديو باراغان على موقع الاتحاد الدولي (مؤرشف)  (الإنجليزية)
- كلاوديو باراغان على موقع قاعدة بيانات كرة القدم.إي يو (الإنجليزية)
- كلاوديو باراغان على موقع ناشيونال فوتبول تيمز (الإنجليزية)
- كلاوديو باراغان على موقع Soccerway.com (الإنجليزية)